# Amosis-Sitamun
Amosis-Sitamun, o simplement Sitamon, va ser una princesa egípcia de principis de la XVIII dinastia. El seu nom significa "Filla de la Lluna, filla d'Amon". Els seus títols eren Esposa de Déu, Filla del rei i Germana del Rei.
Sitamun era filla del faraó Amosis I i germana d'Amenofis I. Una estàtua colossal seva s'erigia davant del vuitè piló a Karnak.
La seva mòmia va ser trobada a l'amagatall de Deir el-Bahari (tomba DB320) i avui es troba avui al Museu d'Antiguitats Egípcies del Caire. Quan se'n va examinar la mòmia hi van trobar el crani i alguns ossos, la resta s'havia reomplert amb joncs.